# Kanton Béziers-1
Kanton Béziers-1 (francouzsky Canton de Béziers-1) je francouzský kanton v departementu Hérault v regionu Languedoc-Roussillon. Tvoří ho pouze část města Béziers a jeho městské čtvrti Centre-Ville, Allés Paul Riquet, République, Centre Universitaire Du Guesclin, Champ de Mars
Avenue Wilson, Capnau a Place de Gaulle.